# Musikjahr 1841
Liste der Musikjahre

◄◄ | ◄ | 1837 | 1838 | 1839 | 1840 | Musikjahr 1841 | 1842 | 1843 | 1844 | 1845 | ► | ►►

Weitere Ereignisse
Dieser Artikel behandelt das Musikjahr 1841.

## Ereignisse
- 31. März: Am Leipziger Gewandhaus wird Robert Schumanns 1. Sinfonie, die Frühlingssinfonie uraufgeführt. Dirigent des Gewandhausorchesters ist Felix Mendelssohn Bartholdy, das Werk wird vom Publikum sehr gut aufgenommen.
- 13. April: Das von Gottfried Semper als Nachfolgebau des bisherigen Morettischen Hoftheaters errichtete Königliche Hoftheater in Dresden wird mit Carl Maria von Webers Jubelouvertüre und Johann Wolfgang von Goethes Drama Torquato Tasso eröffnet.
- 22. April: In Salzburg wird der Verein Dommusikverein und Mozarteum gegründet, die Wurzel des heutigen Mozarteums und des Mozarteum-Orchesters Salzburg.
- 26. August: August Heinrich Hoffmann von Fallersleben dichtet auf Helgoland Das Lied der Deutschen. Seine dritte Strophe ist der Text der deutschen Nationalhymne. Der Dichter textet sein Werk ausdrücklich zur Melodie der alten Kaiserhymne Gott erhalte Franz, den Kaiser von Joseph Haydn (1797).

### Instrumental und Vokalmusik
- Hector Berlioz: Les nuits d’été op. 7 (Eine Sammlung von Kunstliedern); Rêverie et Caprice op. 8
- Franz Berwald: Elfenspiel (Orchesterwerk), Fuge Es-Dur
- Frédéric Chopin: Tarantelle As-Dur op. 43;  Polonaise fis-Moll op. 44; Prélude cis-Moll op. 45; Allegro de Concert A-Dur op. 46; Ballade Nr. 3 As-Dur op. 47; Deux Nocturnes c-Moll, fis-Moll op. 48; Fantaisie f-Moll op. 49; Mazurka a-Moll („France Musicale“ oder „Notre Temps“) WoP
- George Onslow: Drei Streichquartette op. 62 bis 64
- Franz Schubert: Erste öffentliche Aufführung der 5. Sinfonie des im Jahr 1828 verstorbenen Komponisten am 17. Oktober in Wien
- Clara Schumann: Lied: Die gute Nacht, die ich dir sage
- Robert Schumann: Ouvertüre, Scherzo und Finale op. 52; Klavierkonzert a-moll op. 54: Die Uraufführung des Kopfsatzes (Phantasie) erfolgte am 13. August 1841 im Leipziger Gewandhaus mit der Solistin Clara Schumann; Zwölf Gedichte aus Friedrich Rückerts Liebesfrühling für Gesang und Klavier (zusammen mit Clara Schumann) op. 37; 4. Sinfonie op. 120 (1841 in erster Fassung fertiggestellt, aber erst 1851 nach einer umfassenden Überarbeitung und Neuinstrumentation veröffentlicht)
- Johann Strauss (Vater): Adelaiden-Walzer op. 129

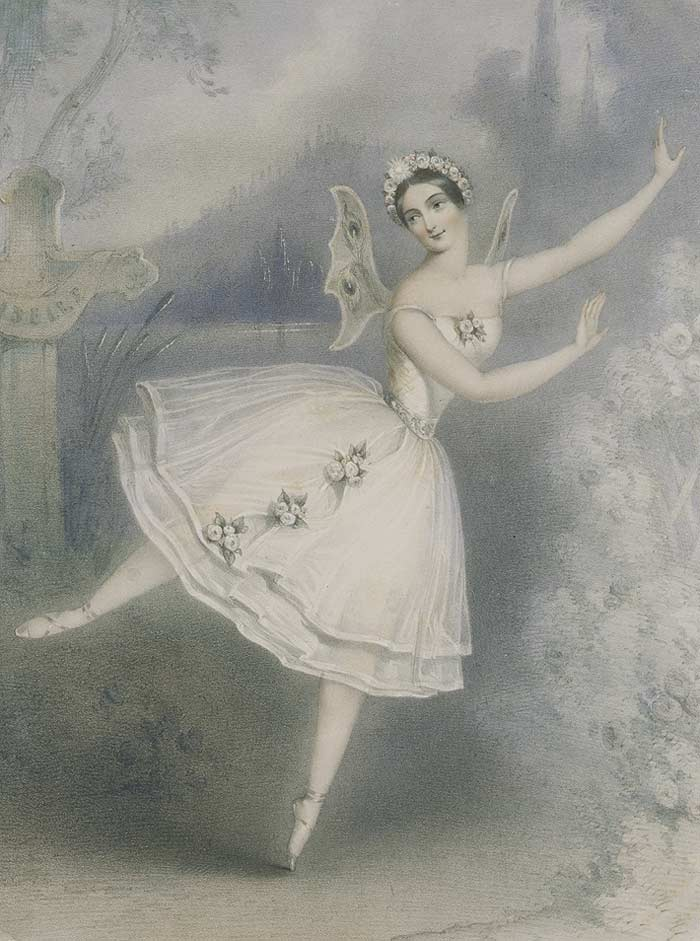
Carlotta Grisi im 2. Akt von Giselle, Paris 1841

### Musiktheater
- 21. Januar: Uraufführung der komischen Oper Le Guittarero von Fromental Halévy an der Opéra-Comique in Paris
- 11. Februar: Uraufführung der Oper Adelia von Gaetano Donizetti im Teatro Apollo in Rom
- 06. März: Uraufführung der Oper Les diamants de la couronne (Die Krondiamanten) von Daniel-François-Esprit Auber an der Opéra-Comique in Paris
- 13. März: Die Uraufführung der Oper Il Proscritto von Otto Nicolai findet am Teatro alla Scala di Milano in Mailand statt. Das Libretto stammt von Gaetano Rossi nach der literarischen Vorlage von Frédéric Soulié. Gemeinsam mit Siegfried Kapper arbeitet der Komponist die Oper in den nächsten Jahren beinahe komplett um. Im Jahr 1844 wird die neue Fassung unter dem Titel Die Heimkehr des Verbannten uraufgeführt.
- 28. Juni: Das romantische Ballett Giselle wird in einer Choreografie von Jean Coralli und Jules Perrot an der Pariser Oper uraufgeführt. Die Titelrolle wird von Carlotta Grisi getanzt. Die Musik stammt von Adolphe Adam.
- 04. Oktober: Uraufführung der Oper l contadino d'Agliate von Temistocle Solera in Mailand, Teatro alla Scala
- 26. Oktober: Uraufführung der Oper La main de fer ou Un mariage secret von Adolphe Adam in Paris, (Opéra-Comique)
- 24. November: Die Posse mit Gesang Das Mädl aus der Vorstadt von Johann Nestroy hat seine Uraufführung am Theater an der Wien bei Wien. Die Musik stammt von Adolf Müller senior. Das Stück läuft mit Erfolg bis 1862.
- 03. Dezember: Uraufführung der tragischen Oper Catarina Cornaro, Königin von Cypern von Franz Lachner in München
- 22. Dezember: Uraufführung der Oper La reine de Chypre von Fromental Halévy nach einem Libretto von Jules-Henri Vernoy de Saint-Georges an der Pariser Oper.
- 26. Dezember: Uraufführung der Oper Maria Padilla von Gaetano Donizetti am Teatro alla Scala di Milano in Mailand
- 31. Dezember: Uraufführung der Oper Casanova von Albert Lortzing im Stadttheater Leipzig

### Weitere Werke
- Gaetano Donizetti: Der Komponist stellt seine Oper Rita fertig, die aber erst im Jahr 1860, 12 Jahre nach seinem Tod, zur Uraufführung kommt.
- Otto Nicolai: Proserpina (Opernfragment)
- Franz Lachner: Catarina Cornaro (Oper)

## Geboren

### Geburtsdatum gesichert
- 05. Januar: Henryk Dobrzycki, polnischer Arzt, Philanthrop und Komponist († 1914)
- 17. Januar: Emil Weiglin, deutscher Geiger und Konzertmeister († 1901)
- 18. Januar: Emmanuel Chabrier, französischer Komponist und Pianist († 1894)
- 20. Januar: Gaetano Fabiani, italienischer Musiker und Komponist († 1904)

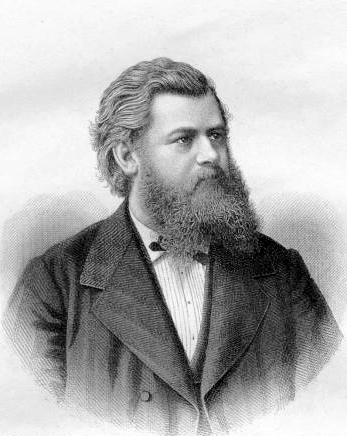
Victor Nessler; * 28. Januar

- 28. Januar: Victor Ernst Nessler, deutscher Komponist († 1890)
- 31. Januar: Michael Maybrick, britischer Sänger, Organist, Komponist und Bürgermeister († 1913)
- 10. Februar: Walter Parratt, englischer Organist, Musikpädagoge, Kirchenmusiker und Komponist († 1924)
- 18. Februar: Samuel Prowse Warren, kanadischer Organist und Komponist († 1915)
- 19. Februar: Elfrida Andrée, schwedische Organistin und Komponistin († 1929)
- 01. März: Romualdo Marenco, italienischer Musiker und Komponist († 1907)
- 04. März: Friedrich Hilpert, deutscher Cellist und Musikpädagoge († 1896)
- 10. März: Victor-Charles Mahillon, belgischer Musiker, Instrumentenbauer und Autor († 1924)
- 13. März: Julius Herz, deutsch-australischer Komponist, Organist und Musiklehrer († 1898)
- 19. April: Alois Philipp Hellmann, österreichischer Apotheker, Journalist, Librettist und Schriftsteller († 1903)
- 17. Juli: Vilma von Voggenhuber, österreichisch-ungarische Bühnensängerin († 1888)
- 17. August: Heinrich Wiltberger, deutscher Komponist, Musiklehrer und Dirigent († 1916)
- 28. August: Bernhard Listemann, deutsch-amerikanischer Geiger und Musikpädagoge († 1917)
- 01. September: Marie Schumann-Hettich, deutsche Pianistin und Klavierlehrerin († 1929)

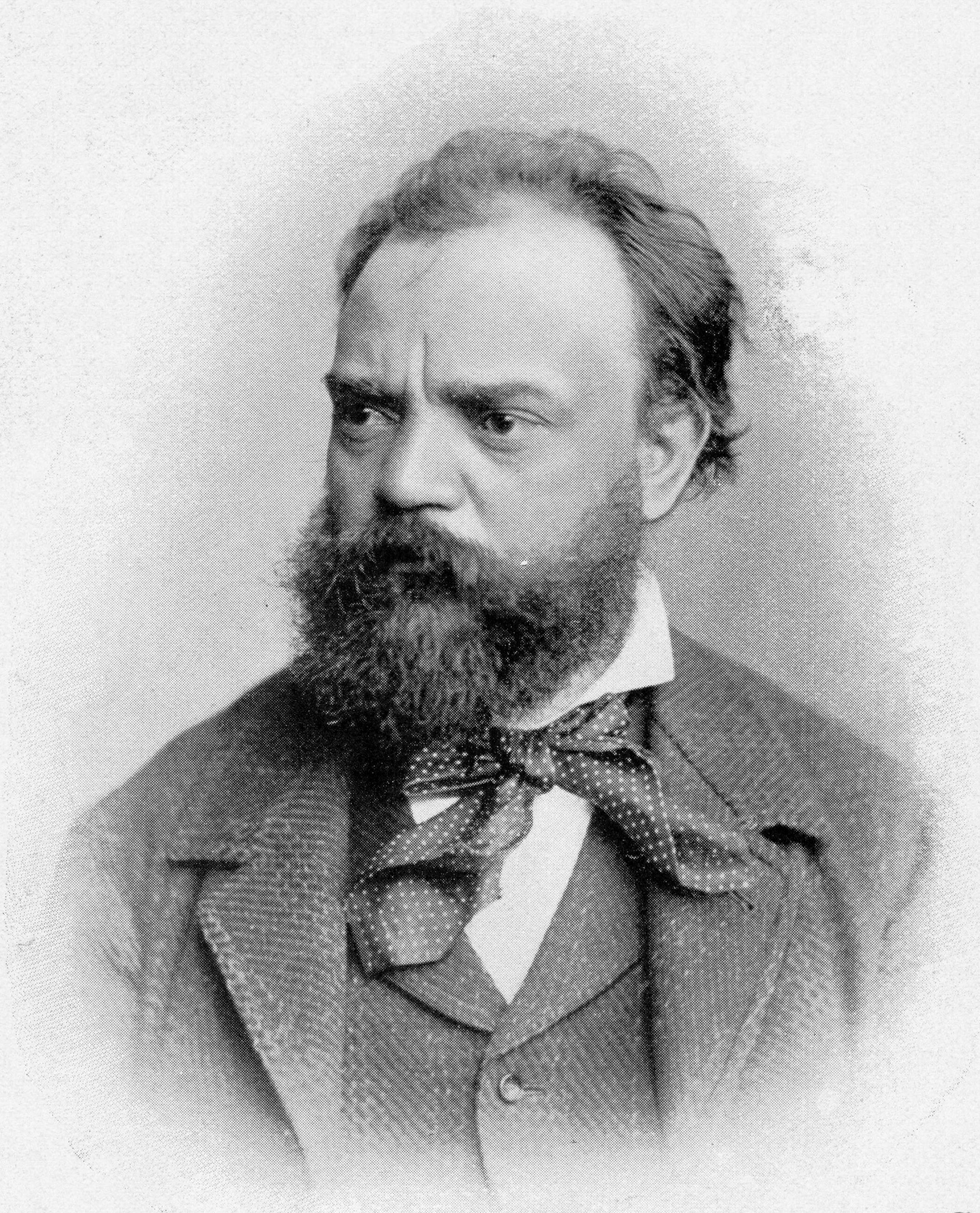
Antonín Dvořák; * 8. September

- 08. September: Antonín Dvořák, tschechischer Komponist († 1904)
- 04. Oktober: Stephen Albert Emery, US-amerikanischer Komponist und Musikpädagoge († 1891)
- 11. Oktober: Friedrich Hegar, Schweizer Komponist und Dirigent († 1927)
- 15. Oktober: Julius Cabisius, deutscher Violoncellist und Musikpädagoge († 1898)
- 21. Oktober: Anna Kull, Schweizer Cellistin († 1923)
- 04. November: Carl Tausig, polnischer Pianist, Komponist und Musikpädagoge († 1871)
- 05. November: Alexander Sergejewitsch Faminzyn, russischer Komponist und Musikpädagoge († 1896)
- 23. November: Peter Volgger d. J., altösterreichischer Orgelbauer († 1896)
- 06. Dezember: Gustav Adolf Niemann, deutscher Violinist († 1881)
- 08. Dezember: Joseph Güttler, deutscher Chorrektor und Komponist († 1912)
- 08. Dezember: Franz Pyllemann, Musikkritiker, Pianist und Dozent für Musiktheorie († 1873)
- 14. Dezember: Louise Héritte-Viardot, französische Komponistin, Pianistin und Sängerin († 1918)
- 23. Dezember: Anton Hromada, böhmischer Theaterschauspieler und Sänger († 1901)
- 27. Dezember: Philipp Spitta, deutscher Musikwissenschaftler und Bachbiograph († 1894)

### Genaues Geburtsdatum unbekannt
- Julie von Asten, österreich-deutsche Pianistin und Klavierlehrerin († 1923)
- Ernestine Gindele, österreichische Opernsängerin († 1879)

## Gestorben
- 24. Januar: Karl Traugott Zeuner, deutscher Komponist und Pianist (* 1775)
- 14. Februar: Antun Sorkočević, kroatischer Komponist, Schriftsteller und Diplomat (* 1775)

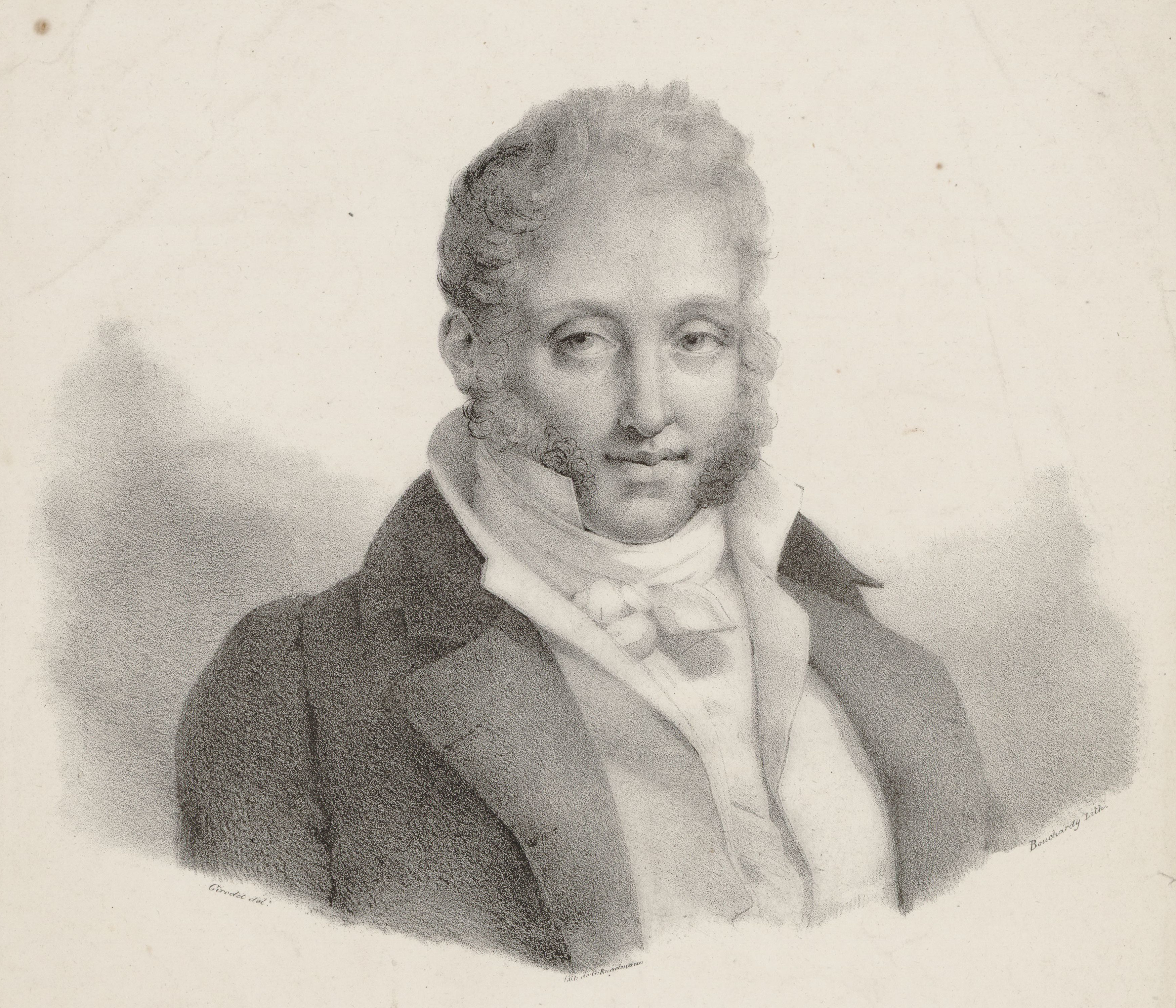
Ferdinando Carulli; † 17. Februar

- 17. Februar: Ferdinando Carulli, italienischer Komponist und Gitarrist (* 1770)
- 22. April: Carl Gottlob Abela, deutscher Musiker (* 1803)
- 13. August: Bernhard Heinrich Romberg, deutscher Cellist und Komponist (* 1767)
- 18. August: Jonathan Friedrich Bahnmaier, deutscher evangelischer Theologe und Kirchenlieddichter (* 1774)
- 26. August: Ignaz von Seyfried, österreichischer Komponist (* 1776)
- 31. August: Johann Georg Christian Apel, deutscher Organist und Komponist (* 1775)
- 14. September: Alessandro Rolla, italienischer Violinspieler und Komponist (* 1757)
- 18. November: Georg Christoph Grosheim, deutscher Dirigent, Bratscher, Komponist und Musikschriftsteller (* 1764)
- 22. Dezember: Daniil Kaschin, russischer Komponist (* 1769)